# Carabina Quigley
Carabina Quigley (Quigley Down Under) è un film del 1990 diretto da Simon Wincer.
Pur ricompreso nella categoria dei western, la pellicola non è ambientata negli Stati Uniti d'America, bensì in Australia.

## Trama
Fremantle (Australia Occidentale); dopo il 1874 (anno in cui fu prodotta per la prima volta la carabina Sharps Buffalo Rifle 1874, che in versione modificata è l'arma del protagonista). L'avventuriero statunitense Matthew "Carabina" Quigley giunge dal Wyoming per lavorare per un proprietario terriero australiano, Elliot Marston. Nel porto australiano deve incontrare gli uomini di Marston, affinché lo conducano al ranch, situato ad alcuni giorni di viaggio nell'entroterra. Poco dopo lo sbarco, Quigley presta soccorso a una giovane prostituta, "Crazy" Cora, molestata da alcuni balordi che tentano di trascinarla forzatamente al loro ranch. Dopo una rissa, in cui Quigley ha decisamente la meglio, si scopre che tali soggetti sono proprio gli uomini di Marston. Il gruppo si riappacifica e Quigley si unisce agli uomini per recarsi al ranch. Con lui va anche Cora, che scambia Matthew per un certo Roy.
Dopo alcuni giorni la carovana giunge al ranch Marston Waters. Marston è ansioso di conoscere Quigley: il proprietario terriero aveva mesi prima messo un annuncio su tutti i giornali del mondo alla ricerca di un ottimo tiratore di fucile (di cui avrebbe avuto bisogno per difendere il proprio bestiame dagli attacchi dei dingo, i cani selvatici australiani) ed era rimasto impressionato dalla risposta di Quigley, il quale aveva rimandato indietro la carta ove era stampato l'annuncio forata da 5 buchi di pallottola, affermando che erano stati fatti col fucile ad una distanza di 900 iarde (poco più di 800 metri). Marston chiede una dimostrazione e Quigley mette in luce tutta la propria abilità di tiratore, riuscendo a colpire con il proprio fucile, uno "Sharps Buffalo Rifle" modificato a canna lunga, un piccolo secchio posto a centinaia di metri di distanza.
Rimasto sorpreso dalla mira dell'americano, Marston lo assume. La sera a cena Marston rivela a Quigley di essere un appassionato del Far West, soprattutto del celebre Wild Bill Hickok, e gli chiede se, oltre al fucile, è pratico del revolver inventato da Samuel Colt. Quigley dichiara di non aver mai saputo cosa farsene, mentre Marston si vanta di essere un ottimo tiratore con la pistola, lasciando trapelare un certo rammarico di non essere anch'egli un pistolero americano. A breve Marston gli spiega in cosa veramente consisterà il suo lavoro: più che ai dingo, dovrà sparare agli aborigeni della zona («il popolo più arretrato del mondo» secondo Marston), che attaccherebbero sovente il bestiame e il ranch. Quigley accoglie la notizia con rabbia e disgusto e, non volendo ovviamente contribuire allo sterminio di un popolo innocente e martoriato, scaraventa Marston fuori dalla sala da pranzo. Gli uomini di Marston circondano subito la casa, cercando di prendere Quigley, il quale viene però tramortito da Kunkurra, un aborigeno che lavora da Marston in qualità di maggiordomo. Solo Cora prende le difese di Quigley, ma in breve i due vengono malmenati e, privi di sensi, trascinati lontani dal ranch a due giorni di viaggio, senz'acqua né cibo. Fortunatamente Quigley riprende i sensi un attimo prima che i due uomini di Marston, incaricati di abbandonarli nel deserto australiano, se ne vadano e, con un trucco, uccide con un coltello uno dei due che si era avvicinato e poi, con lo Sharp strappato dalle mani di quest'ultimo, uccide con un colpo da lontano il compagno che stava scappando sul carro.
Quigley e Cora vagano a questo punto nel deserto, sotto il sole cocente, e in breve perdono i sensi. Quando la loro sorte sembra segnata, vengono soccorsi da una tribù di aborigeni, presso i quali si ristabiliscono completamente. I due si integrano con i loro soccorritori, conoscendo più a fondo la straordinaria cultura di questo popolo millenario. In più Quigley e Cora entrano in maggiore confidenza e lei gli rivela la sua triste storia. La giovane donna, nata in Texas, aveva anni prima inavvertitamente soffocato il proprio figlioletto mettendogli una mano sulla bocca per non farlo piangere, dopo che un gruppo di comanche ubriachi aveva fatto irruzione in casa sua. Al ritorno il marito, Roy, l'aveva condotta al porto più vicino e messa sulla prima nave in partenza (diretta in Australia), dicendole «Non voglio una donna capace di ammazzare mio figlio per salvarsi la pelle». Probabilmente tale esperienza aveva condizionato l'integrità mentale di Cora, la quale per buona parte del film scambia Quigley per Roy, credendo che il marito l'avesse perdonata e fosse andato in Australia per riportarla a casa.
Una mattina la tribù viene attaccata da uomini di Marston, che uccidono diversi aborigeni. Quigley imbraccia il fucile e, da una distanza notevole, fa fuori alcuni dei bianchi. Solo uno riesce a fuggire, ma la coppia recupera il cavallo di uno dei cow-boy uccisi. Vagando nel deserto, assistono di lì a poco ad una scena analoga: altri uomini di Marston stanno spingendo verso una rupe un'altra tribù aborigena, al fine di far cadere gli sventurati dal dirupo. Quigley spara ai bianchi, ed anche in questo caso riesce a freddarne diversi, permettendo così a molti aborigeni di salvarsi. Mentre Quigley si fa indicare da un uomo di Marston in fin di vita la direzione verso la città più vicina, Cora corre alla base del dirupo, in cerca di superstiti. Con viva sorpresa nota che un bambino, poco più che neonato, si è salvato. Cora lo raccoglie e insieme a Quigley cercano un riparo dove trascorrere la notte. La mattina seguente Quigley si mette in marcia verso il villaggio indicatogli dall'uomo di Marston, lasciando Cora e il bambino aborigeno ad attenderli in una grotta. Al tramonto Quigley giunge al villaggio, un gruppo di poche case lungo la costa dell'Oceano Indiano. Qui trova ristoro dalla famiglia del signor Grimmelman, il quale lo rifornisce di viveri e munizioni. Da Grimmelman, anch'egli contrario allo sterminio degli aborigeni, Quigley viene a conoscenza che i nativi, tra i quali si è sparsa la voce dei suoi gesti eroici, lo hanno in segno di riconoscenza ribattezzato "guerriero dello spirito". La stessa notte tre uomini di Marston che si trovano nel villaggio riconoscono la sella del cavallo di Quigley, recante lo stemma del ranch, e mettono a ferro e fuoco il paese. Nella sparatoria una casa viene incendiata e la moglie di Grimmelman viene uccisa. Quigley colpisce a morte due degli uomini di Marston e ferisce il terzo, lasciandolo però scappare di modo che dica al suo padrone che Quigley verrà a cercarlo, punendolo per tutte le sue malefatte.
L'indomani Quigley torna da Cora, per la quale la notte precedente è stato un vero incubo. Attirati dai vagiti del bambino, un branco di dingo ha assalito i due, ma Cora si è ben difesa con la pistola. I tre giungono al villaggio di Grimmelman, dove Cora, pur a malincuore, consegna il bambino ad un gruppo di aborigeni di passaggio. La mattina seguente Quigley parte verso il ranch di Marston. Arroccatosi sulle colline circostanti, spara ripetuti colpi verso il ranch, uccidendo alcuni uomini del proprietario terriero e scatenando il panico tra i superstiti, non pochi dei quali scappano. Dopo una sorta di guerriglia durata per ore, due uomini di Marston, Dobkin e O'Flynn (gli unici sopravvissuti tra quelli non scappati), catturano Quigley e lo portano da Marston. Questi decide di farla pagare a Quigley e inscena una sorta di duello con l'americano. Marston è convinto che Quigley non sappia usare la rivoltella e gliene fa collocare una nella fondina. Al duello assistono come "giudici" Dobkin e O'Flynn. Quigley è tutt'altro che inesperto di revolver e, estratta l'arma a velocità sorprendente, colpisce a morte i tre avversari. Mentre Marston sta spirando, Quigley lo ammonisce dicendo, in allusione alla Colt: «Io ho detto che non sapevo che farmene, non ho mai detto che non sapevo usarla». Subito dopo l'uccisione di Marston, Kunkurra si avvicina a Quigley e, in segno di scuse e di riconoscenza, gli porge lo "Sharp", che gli era stato strappato via al momento della cattura. Quindi, insieme a due ragazze aborigene, costrette a prostituirsi nel ranch, si toglie gli abiti occidentali, per ricongiungersi al proprio popolo.
A breve giunge al ranch un manipolo di soldati inglesi, al comando del maggiore Ashley-Pitt. L'ufficiale informa Quigley del suo status di ricercato e della sua inevitabile condanna a morte, dichiarandolo in arresto. Le cose tuttavia non vanno come sperato dagli inglesi: un enorme gruppo di aborigeni circonda infatti il ranch, in difesa del suo eroe bianco. Gli inglesi si vedono costretti ad andarsene. Nell'ultima scena Quigley si trova a Fremantle per prendere la prima nave per l'America. Alla biglietteria chiede quando ci sarà la prima nave e il bigliettaio risponde che una partirà nel pomeriggio per San Francisco, e nel mentre impugna di nascosto una pistola chiedendogli come si chiami e avendo sotto il banco l'avviso della taglia su Quigley. Prima che Quigley risponda appare sulla porta Cora, che evidentemente era arrivata con lui in città e, dopo aver detto al bigliettaio di chiamarsi Roy e di volere due biglietti, bacia la giovane donna con la quale ha deciso di passare il suo futuro in patria.

## Produzione
Nelle intenzioni originali, "Carabina Quigley" avrebbe dovuto essere il seguito de "Il cacciatore di taglie", film del 1980 con Steve McQueen ed Eli Wallach. Il progetto tuttavia saltò in seguito alla scoperta del cancro di McQueen, che portò di lì a poco l'attore statunitense alla morte. Fu proprio Selleck, "pentito" di aver rifiutato (o meglio, di essere stato costretto a rifiutare, per contratto con la CBS) di interpretare Indiana Jones, ad insistere per riadattare il soggetto e interpretare il personaggio di Matthew Quigley.
Il film è stato girato interamente in Australia, tra il 18 settembre e il 15 dicembre 1989. Uscì negli Usa il 19 ottobre 1990, incassando poco più di 20 milioni di dollari.